# Vittorio Monti
Vittorio Monti (6. ledna 1868 Neapol – 20. června 1922 Paříž) byl italský skladatel, houslista, mandolinista a dirigent.

## Život
Narodil se v Neapoli, kde také studoval hru na housle a skladbu na konzervatoři Conservatorio di San Pietro Majella. V roce 1886 odjel do Paříže, aby zdokonalil své houslové mistrovství u houslisty Camilla Sivoriho. Kolem roku 1900 se stal dirigentem orchestru Orchestre Lamoureux v Paříži. Napsal několik baletů a operet, např. Noël de Pierrot. Kromě toho komponoval drobné komorní skladby pro housle, mandolinu a klavír. Úspěšná byla také jeho škola hry na mandolinu, Petite Méthode pour Mandoline, do které zahrnul i některé vlastní skladby (např. Perle Brillante, Dans Una Gondola a Au Petit Jour).

## Dílo (výběr)
- Mam'Zelle Fretillon (komická opera, 1902)
- Noel de Pierrot (opereta, 1900)
- Le Jardin Enchante (balet, 1891)
- Le petit trompette (opereta, 1891)
- Yamina (suita pro orchestr)
- Petite Méthode pour Mandoline, Op.245 (French) (Paris: Ricordi)

Montiho zdaleka nejznámější prací je jeho Čardáš, psaný roku 1904, který hraje skoro každý cikánský orchestr.